# L'inglesou
L'inglesou és un loa vodú que viu a les àrees silvestres de Haití i mata a qualsevol que l'ofèn.

## Representació
Executa el judici dels que no poden complir la seva paraula, inclosos els houngans i les mambos que no poden guardar els secrets del vodú respecte als no iniciats. L'inglesou és temut i respectat per tots. Gairebé mai arriba a la possessió, però quan ho fa, s'ha de servir correctament; en cas contrari, el houngan o la mambo seran castigats cruelment.
Quan L'inglesou cavalca (posseeix) un cos, només menja vidres i fulles d'afaitar i beu sang calenta de bou. El seu color és el vermell. Està sincretitzat amb el Sagrat Cor de Jesús. Li agraden els objectes esmolats com ara ganivets, tisores, filferro de pues, fulles d'afaitar i, en general, qualsevol cosa que talli o arrenqui la carn.